# 56e cérémonie du Deutscher Filmpreis
La 56e cérémonie des Deutscher Filmpreis, organisée par la Deutsche Filmakademie (« Académie du film allemand »), s'est déroulée le 12 mai 2006, et a récompensé les films sortis en 2005.

## Palmarès
- Meilleur film :
  -  La Vie des autres (Das Leben der Anderen) de Florian Henckel von Donnersmarck
  -  Requiem de Hans-Christian Schmid
  -  Les Enragés (Knallhart) de Detlev Buck
  - Komm näher de Vanessa Jopp
  - Paradise Now de Hany Abu-Assad
  - Un été à Berlin (Sommer vorm Balkon) de Andreas Dresen